# Safi Airways
Safi Airways (Code AITA : 4Q ; code OACI : SFW ; Hub : Kaboul) était une compagnie aérienne privée de l'Afghanistan.
La compagnie Safi Airways était sur la liste des compagnies aériennes interdites d'exploitation dans l'Union européenne établie par l'Union Européenne.
Le 5 septembre 2016, les autorités afghanes ont contraint Safi Airways à suspendre toutes ses opérations pour cause de dettes impayées.

## Destinations
Vols internationaux :
- Dubaï  Émirats arabes unis
- Koweït,  Koweït
- Doha,  Qatar (4.3.2010 →)

## Flotte
CH-Aviation
- 1 Airbus A340-300 (reg. YA-TTB)

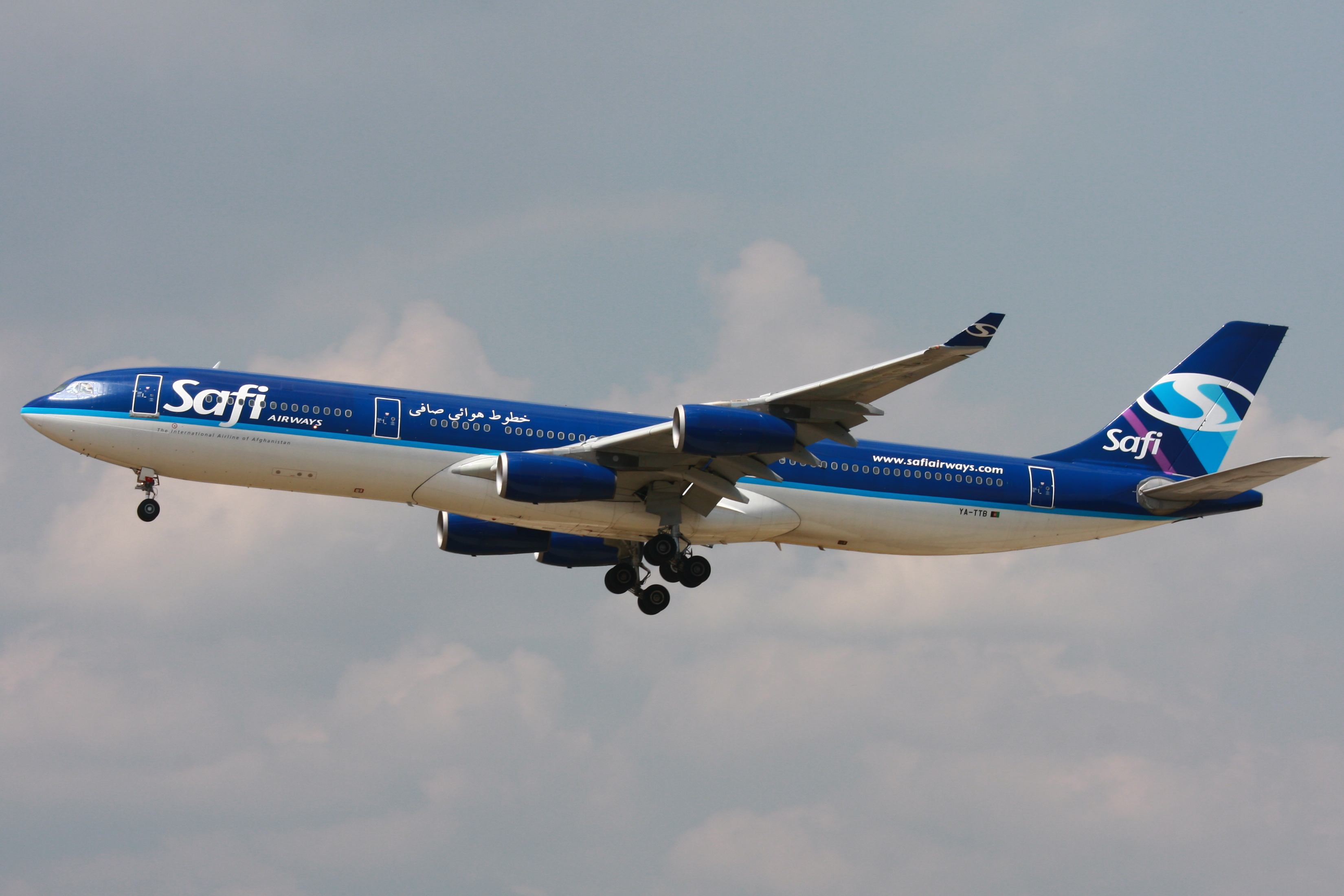
A340-300

- 2 Boeing 737-300 (reg. YA-HSB, YA-SFL)
- 1 Boeing 767-200ER (reg. YA-AQS)